# 865 Zubaida
865 Zubaida је астероид главног астероидног појаса са пречником од приближно 17,77 .
Афел астероида је на удаљености од 2,885 астрономских јединица (АЈ) од Сунца, а перихел на 1,950 АЈ. 
Ексцентрицитет орбите износи 0,193, инклинација (нагиб) орбите у односу на раван еклиптике 13,337 степени, а орбитални период износи 1373,086 дана (3,759 године). 
Апсолутна магнитуда астероида је 11,90 а геометријски албедо 0,097.
Астероид је откривен 15. фебруара 1917. године.